# Ballineetig
Der Menhir (englisch Standing Stone) von Ballineetig (irisch Baile an Fhaoitigh), auch Gallaunmore (irisch An Gallán Mór – deutsch „großer Menhir“) steht auf der nordwestlichen Seite der tief eingeschnittenen Meeresbucht von Trábeg, auf der Südseite der Dingle-Halbinsel im County Kerry in Irland, im Vorgarten eines Hauses. 
Der als Nationaldenkmal eingestufte Stein ist 4,2 m hoch und hat einen Querschnitt von 1,8 mal 0,95 m. Die nordwestliche und südöstliche Seite verjüngen sich zur abgebrochenen Spitze hin. Der leicht schräg stehende Menhir ist, seine Breitseiten betreffend, Ost-West orientiert.